# Агенция по заетостта
Агенция по заетостта е изпълнителна агенция към министъра на труда и социалната политика и осъществява своята дейност съгласно Закона за насърчаване на заетостта, Правилника за неговото прилагане, Устройствения правилник за дейността на Агенция по заетостта и други нормативни актове.

## История
На 1 декември 1990 г. с Постановление на Министерския съвет е създадено Национално бюро по заетостта с цел организиране на дейността по осигуряване на трудова заетост на населението.
Заедно с Националното бюро са създадени и териториални бюра по труда. От 1 март 1991 г. Националното бюро по заетостта е преобразувано в Национална борса по труда. Последната е преобразувана в Национална служба по заетостта от 15 май 1992 г. и изпълнява функциите на специализиран орган за защита при безработица и насърчаване на заетостта.
В края на 1997 година се приема и влиза в сила от 1 януари 1998 г. Закон за закрила при безработица и насърчаване на заетостта.
От 1 януари 2002 г. държавната политика по заетостта се регламентира от нов Закон за насърчаване на заетостта. Този закон определя и статута на Агенцията по заетостта.

### Основни събития
- 1991 С Постановление на Министерския съвет стартира активната политика на пазара на труда (13 юни) Националната борса по труда сключва първата чуждестранна спогодба за заетост
- 1992 Стартира дейността по организиране на квалификационно и мотивационно обучение, финансирано от фонд „Професионална квалификация и безработица“ (ПКБ)
- 1994 Стартира Програма за временна заетост – първата програма за насърчаване на заетостта в България Стартира дейността по професионално ориентиране
- 1995 Започва изграждането на Професионално-информационни центрове (информационно-консултантски звена) към бюрата по труда
- 1997 Националната служба по заетостта става член на Световната асоциация на обществените служби по заетостта (WAPES)
- 2000 Създадена е Интернет страница на Националната служба по заетостта
- 2003 Агенцията по заетостта става Звено за Изпълнение на Проекти по Програма PHARE 2002 към Изпълнителната агенция (Министерство на труда и социалната политика) (май) Международна конференция на тема: "Обмяна на добри практики в областта на разработката и приложението на програми и мерки за създаване на заетост в контекста на новата „Европейска стратегия за заетост“ (септември)
- 2003 Открит е първият Център за информация и услуги (октомври)

## Основни функции
- Регистриране на свободните работни места и на лицата, активно търсещи работа.
- Посреднически услуги за осигуряване на заетост
- Реализация на програми и мерки за заетост
- Изпълнение на проекти и програми в областта на заетостта
- Квалификационно и мотивационно обучение за безработни и заети лица

## Управление и структура
Териториално деление на Агенция по заетостта:
- Централна администрация
- 9 дирекции „Регионална служба по заетостта“
- 98 дирекции „Бюро по труда“, включително 145 филиала.

Агенция по заетостта се ръководи и представлява от изпълнителен директор. В своята дейност изпълнителният директор на Агенция по заетостта се подпомага от Съвет към изпълнителния директор, състоящ се от по двама представители на национално представените организации на работодателите и на работниците и служителите. Административното ръководство се осъществява от главен секретар.
Администрацията на Агенцията е организирана в 6 дирекции, структурирани в обща администрация и специализирана администрация и дирекция „Вътрешен одит“, която е на пряко подчинение на изпълнителния директор.
Дирекциите „Регионална служба по заетостта“ и „Бюро по труда“ са териториални поделения на Агенцията по заетостта към Главна дирекция „Услуги по заетостта“.

## Предлагани услуги

### За работодатели
- информация и консултация за пазара на труда
- подходящи кандидати за обявените от работодателя работни места
- ползване на насърчителни мерки и програми за заетост и обучение
- възможности за обучение на персонала

### За търсещи работа
- информация и консултация, свързана с намирането на работа
- посредничество при търсене и намиране на работа в страната и в чужбина
- подпомагане на професионално ориентиране, развитие и включване в обучение
- подпомагане за започване на самостоятелна стопанска дейност
- включване в подходящи програми и мерки за заетост и обучение
- мотивационно обучение и психологическо подпомагане.
- Активни процедури по ОП „Развитие на човешките ресурси“
- Обучения с ваучери и заетост по ОП РЧР
- е-Трудова борса